# 秋山昌詮
秋山 昌詮（あきやま まさのり）は、戦国時代から安土桃山時代にかけての武将。『寛政重修諸家譜』では景詮とする。甲斐武田氏の家臣。左衛門佐。

## 略歴
金丸虎義の三男として誕生。諱は、『甲斐国志』では昌詮、『寛政重修諸家譜』では景詮とする。
秋山虎繁（晴近。伯耆守）に男子なく、その養子となる。甲斐国大崎城を預かった。『甲陽軍鑑』に拠れば駿河侵攻や西上野侵攻などで活躍したが、若くして病死したという。29歳。法名は正山。
駿河国富士郡（現・静岡県富士宮市）の富士山本宮浅間大社に奉納された『駿河富士大宮浅間神社神馬奉納記』は天正5年1月から5月の間に成立したと考えられており、神馬を奉納した武田家臣の中に「秋山左衛門尉」の名が見られる。
末弟・親久（景氏）が跡を継いだ。恵林寺（現・山梨県甲州市塩山小屋敷）に葬られ、養父と並んで墓がある。

## 兄弟
○出典：『寛政重修諸家譜』
- 金丸平三郎
- 土屋昌次
- 秋山景詮（昌詮）
- 金丸昌義（定光）
- 土屋昌恒
- 土屋正猶（金丸正直）
- 秋山景氏（親久）